# عطلة (فلم 2015)
عطلة (بالإنجليزية: Vacation) فيلم كوميدي أميركي من كتابة وإخراج جون فرانسيس دالي وجونثان غولدستين (في عمل إخراجي لأول مرة).الفلم من بطولة إد هيلمز، وكريستينا أبلغيت، وليزلي مان، وكريس هيمسوورث. صدرّ عن وارنر برذرز في 29 يوليو 2015.

## القصة
عائلة بسيطة تقرر الذهاب في رحلة في الصيف ولكن تواجههم الكثير من المتاعب في الطريق في إطار كوميدي.

## الإنتاج

### تطوير
في 2010، أعلنت نيو لاين سينما (المملوكة من قبل وارنر برذرز، والتي أصدرت الأفلام السابقة) أن فِلم عطلة تم البدء إنتاجه. أنتجه ديفيد دوبكن وكتابة جون فرانسيس دالي وجونثان غولدستين، تتمحور القصة حول راستي غريسولد الذي يأخذ عائلته إلى واليي ورلد.

### تمثيل
في يوليو 2012، أعلن عن أن إد هيلمز سيمثل في بطولة الفلم بدور راستي غريسولد، مع عائلته التعيسة في الطريق. في 28 مارس 2013، أعلن أن من ممثلي السلسلة الأصلية بيفرلي دانجيلو وتشيفي تشيس
في مفاوضات لإعادة تجسيد أدوارهم بالعمل. ولم يَرِد ذكر أي أدوار أخرى بالسلسلة مثل راندي كوايد ابن عم إيدي.
في 23 أبريل 2013، ذكر أن الفلم أُجل لأجل غير مسمى، بسبب اختلافات إبداعية. لاحقًا، كريس هيمسوورث وتشارلي داي ذكر أنهما أيضًا سيشاركان في البطولة. سكايلر غيزاندو وستيل ستيباستيان أديا أغاني أبناء راستي غريسولد مع هيلمز وكريستينا أبلغيت. في 15 سبتمبر، إنضمت ليزلي مان للفلم لتأدية دور أخت راستي. في 29 سبتمبر، انضم كيغان مايكل كي وريجينا هول للعب دور أصدقاء العائلة.
في 10 أكتوبر، صرح المخرج في مقابة يضم سام ليفين ومارتن ستار. في 12 نوفمبر، انضم أربع ممثلين لتأدية شرطة الزوايا الأربعة، تيم هيدكر، نيك كرول، كيتلين أولسون، ومايكل بينا.

### تصوير
بدأ التصوير الرئيسي في 16 سبتمبر 2014، في أتلانتا، جورجيا. في 16 سبتمبر، وتم تصوير مشاهد في مطعم الشعلة الأولومبية.

## الإصدار
الإصدار الأصلي للفلم كان قد حدد أن يكون في 9 أكتوبر 2015، غير أنه قد تقديم الموعد إلى 31 يوليو 2015، قبل أن يتم تقديمه مجددًا ليكون في 29 يوليو 2015، تزامنًا مع الذكرى السنوية الثانية والثلاثين لإصدار فِلم «عطلة» الأول الذي أستوحي منه هذا الفلم أيضًا.

## الاستقبال

### شباك التذاكر
حقق فِلم عطلة 1,2 مليون دولار أميركي في عرضه المبكر الثلاثاء، وجمع 6,3 مليون دولار أميركي يومي الإربعاء والخميس. في افتتاحية نهاية الأسبوع، حقق الفِلم 14,7 مليون دولاؤ أميركي، لينتهي به المطاف بالمرتبة الثانية في شباك التذاكر خلف فِلم مهمة مستحيلة: أمة منشقة (55,5 مليون دولار).

### ردود فعل النقاد
تلقى عطلة مراجعات سلبية من النقاد. في الطماطم الفاسدة، تلقى تقييم 25%، مبنية على 102 مراجعة، مع متوسط تقييمي 4/10. في ميتاكريتيك، حصدت عطلة على 33 من 100، مبنية على 31 ناقد، ضمت «مراجعات سلبية في العموم». وصنف بدرجة "B" في سينماسكور.

## روابط خارجية
- مقالات تستعمل روابط فنية بلا صلة مع ويكي بيانات

لا توجد روابط لمواقع التواصل الاجتماعي.